# 뇌샤텔 크사막스 FCS
뇌샤텔 크사막스 FCS(프랑스어: Neuchâtel Xamax Football Club Serrières)는 스위스 뇌샤텔을 연고로 하는 축구 클럽이다. 뇌샤텔 크사막스는 1970년에 FC 캉토날(1906년 창단)과 FC 크사막스(1912년 창단)를 합병하면서 뇌샤텔 크사막스 FC로 창단했다. 2011-12시즌 도중 파산하였으나 구단을 재편성하면서 해체 위기를 극복했고 구단 이름도 뇌샤텔 크사막스 1912로 바꾸었다가 2013년 여름 뇌샤텔의 지역 구단인 FC 세히에흐와 합병하면서 현재의 뇌샤텔 크사막스 FCS로 이름을 바꾸게 된다.

## 주요 수상 경력
- 스위스 슈퍼리그
  - 우승 (2회) : 1987, 1988
- 스위스 챌린지리그
  - 우승 (3회) : 1973, 2007, 2018
- 스위스 프로모션리그
  - 우승 (1회) : 2014
- 스위스 슈퍼컵
  - 우승 (3회) : 1987, 1988, 1990
- 스위스컵
  - 준우승 (4회): 1974, 1985, 1990, 2003
- 스위스 리그컵
  - 준우승 (1회): 1977

## 선수 명단

### 현역
참고: FIFA 자격 규정에 따라 소속된 국가대표팀 국기를 표시합니다. 선수는 복수의 FIFA 비회원국 국적을 가지고 있을 수 있습니다.
| 번호 | 포지션 | 국적         | 이름           |
| ---- | ------ | ------------ | -------------- |
| 11   | FW     |              | 살림 벤 세기르 |
| 38   | DF     | 코트디부아르 | 브리야니 소로  |

| 번호 | 포지션 | 국적 | 이름 |
| ---- | ------ | ---- | ---- |

## 역대 감독
| 감독                  | 임기        |
| --------------------- | ----------- |
| 파올로 마차           | 1946 ~ 1948 |
| 로이 호지슨           | 1990 ~ 1992 |
| 울리 슈틸리케         | 1992 ~ 1994 |
| 미로슬라브 블라제비치 | 2005 ~ 2006 |